# Acquario mediterraneo della Costa d'Argento
L'acquario mediterraneo della Costa d'Argento è un acquario situato a Porto Santo Stefano, capoluogo del comune di Monte Argentario (GR).

## Storia
L'acquario è stato voluto fortemente dai soci del circolo subacqueo Stefano Mascioli ed è stato realizzato nel corso degli anni novanta sul lungomare dei Navigatori di Porto Santo Stefano. L'inaugurazione è avvenuta il 15 giugno 2001. Nell'aprile 2013 è stata inoltre aggiunta una vasca tropicale, per far conoscere ai visitatori anche un ambiente diverso da quello del mar Mediterraneo, al quale è dedicato l'intero acquario. Il museo è gestito dall'Accademia Mare Ambiente (AMA), sorta nel luglio del 2000 con l'obiettivo di promuovere la valorizzazione dell'ambiente marino e la conservazione e la tutela del patrimonio faunistico. Presso l'acquario sono situati anche il centro didattico di biologia marina del Comune di Monte Argentario con il laboratorio di biologia marina, che organizza vari corsi per studenti di ogni ordine e grado; e il centro recupero cetacei, sotto il controllo delle capitanerie di porto per la tutela dei grandi mammiferi o altri animali nelle vicinanze della costa, interessata in media da circa venti spiaggiamenti annui di delfini, tartarughe o balene. L'acquario fa parte delle rete museale provinciale Musei di Maremma.

## Sale espositive
L'acquario è disposto su due piani e si organizza in nove sale espositive che contengono diciassette vasche – di cui sette panoramiche – con una capienza che va da duemila a ventimila litri per un totale di circa cinquantamila litri d'acqua marina.
Le principali vasche dell'acquario intendono rappresentare diversi ambienti e piani litorali: il circalitorale superiore (profondità 30-50 m), con spugne, gorgonia rossa, crostacei come l'aragosta, molluschi come la vacchetta di mare, echinodermi come la stella gorgone e il riccio di mare; l'infralitorale inferiore (profondità 15-30 m), che ha come abitatori il sarago pizzuto e il sarago maggiore, il dentice, la spigola, lo scorfano nero e il paguro; l'infralitorale superiore (profondità 0-15 m), con le salpe, i cavallucci marini, varie specie di Labridi, le donzelle, le donzelle pavonine, la pinna comune e la murena; l'ambiente di superficie, illustrato in due vasche inaugurate il 17 gennaio 2009 con il contributo dell'ente Cassa di Risparmio di Firenze, con molluschi, salpe, isopodi, anemoni, castagnole, bavose, ricci di mare, spugne e gamberi; l'ambiente pelagico, popolato dalla ricciola, dalla palamita, dai barracuda mediterranei e dallo squalo pinna nera – si tratta della vasca più grande dell'acquario (più di 4 metri d'altezza e 20000 litri di capienza) ed è situata metà al piano terra e metà al piano superiore.
Oltre a queste vasche principali, sono situate nell'acquario altre piccole vasche tematiche, che ospitano numerosi pesci come i gattucci di mare, i cavallucci, le murene, i pesci ago. Una vasca ricostruisce l'ambiente della grotta sottomarina, mentre altre quattro vasche ospitano polpi, donzelle, saraghi, aragoste e magnose. Nell'aprile 2013 è stata inaugurata una vasca tropicale, l'unica dell'acquario che non incentrata sul mar Mediterraneo, che ricostruisce l'ambiente con coralli tropicali ed alcune specie di abitatori delle barriere coralline, tra cui i noti pesci pagliaccio.
L'acquario di Porto Santo Stefano espone una mostra fotografica con foto subacquee e una mostra permanente con più di cento specie diverse di conchiglie provenienti da tutto il mondo: Argonauta, Cassis, Chlamys, Conus, Cypraea, Haliotis, Lambis, Murex, Nautilus, Oliva, Ostrea, Pecten, Spondylus, Tridacna.